# Зайцево (Краснопрудская волость)
За́йцево — деревня в Краснопрудской волости Псковского района Псковской области России.
Расположена в 5 км к северо-востоку от волостного центра Кирово и в 18 км к юго-востоку от границы города Пскова.
| 2001 | 2002 | 2010 |
| ---- | ---- | ---- |
| 143  | ↘140 | ↘111 |

## История
До 31 декабря 2010 года деревня Зайцево была административным центром упразднённой Москвинской волости.